# João Villas-Boas
João Luís de Pina Cabral e Villas Boas, besser bekannt als João Villas-Boas (* 21. Oktober 1982 in Porto) ist ein portugiesischer Schauspieler.

## Leben
Villas-Boas wurde am 21. Oktober 1982 als zweites von vier Kindern vom Ingenieur Luís Villas-Boas (* 1952) und Maria Silva (* 1951) in Porto geboren. Seine Großmutter Margaret Kendall war Engländerin und zog mit ihrer Mutter von Cheadle nach Portugal, um ein Wein-Unternehmen zu starten. Sein Großonkel José Rui Villas-Boas war Vicomte von Guilhomil. Sein Bruder André ist Fußballtrainer.

## Karriere
Seinen ersten Auftritt als Schauspieler hatte João Villas-Boas im Kurzfilm A Loja, wo er die Rolle des Lourenço spielte. Nach weiteren Auftritten u. a. in dem Film A Bela e o Paparazzo (als Treplev) hatte er seine erste größere Rolle im Drama Mistérios de Lisboa (dt. „Die Geheimnisse von Lissabon“, Regie Raúl Ruiz) als Criado. Danach war er immer häufiger im portugiesischen Fernsehen zu sehen, u. a. bei Outras Histórias, Um Poema por Semana und Depois do Adeus.

## Filmografie

### Filme
- 2009: A Loja
- 2009: Quando o Anjo e o Diabo Colaboram
- 2010: Nice Strip Bar
- 2010: Solidão
- 2010: A Bela e o Paparazzo
- 2010: Alegoria dos Sentidos
- 2010: Die Geheimnisse von Lissabon (Mistérios de Lisboa)
- 2011: Um Dia no Museu
- 2012: Lines of Wellington – Sturm über Portugal (Linhas de Wellington)
- 2012: O Frágil Som do Meu Motor
- 2017: Al Berto – Grenzenlose Liebe

### Fernsehserien
- seit 2010: Outras Histórias
- seit 2011: Um Poema por Semana
- 2011: Mistérios de Lisboa
- seit 2012: As Linhas de Torres Vedras
- seit 2013: Depois do Adeus